# Inajá (Pernambuco)
Inajá é um município brasileiro do estado de Pernambuco, localizado a Sudoeste da cidade de Recife, a 383 km, na mesorregião Sertão Pernambucano e Microrregião Sertão do Moxotó. O Município é constituído do distrito-sede, Inajá, e dos povoados: Caraibeiro e Baixa da Alexandra.

## História
Os primeiros habitantes da região foram os índios pancararus e os índios cariris, que hoje estão localizados ao noroeste do município.
O nome Inajá é de origem indígena que quer dizer Palmeira Pequena, em homenagem às carnaubeiras existentes nas margens do Rio Moxotó. A ocupação surgiu a partir de uma propriedade pertencente à Gerônimo Bezerra de Carvalho e sua esposa Tereza de Jesus Maria, que foram os primeiros povoadores. Nessa época apareceram os Senhores Cirilo Gomes de Araújo e Domingos Gomes de Souza, os quais compraram a referida propriedade, pelo preço de nove (09) Contos de Réis em ouro, com uma área de terra mais ou menos de cinco (05) Léguas até a barra do Moxotó, sendo ai edificada a primeira casa construída pela família do senhor Euclides Machado Malta.
Seu primeiro nome foi Fazenda Espírito Santo. O desenvolvimento deu-se através de agricultores e criadores, que se estabeleceram à beira do Moxotó. A ocupação começou a evoluir gradativamente, até tornar-se povoado e ser elevado à categoria de Vila Espírito Santo, em lei municipal de 27 de setembro de 1897, que criou o distrito do Espírito Santo. Este foi o seu segundo nome e pertencia ao município de Tacaratu. A Vila de Moxotó foi criada pela Lei Estadual Nº991 de 1 de julho de 1909. Em 1928, foi desmembrado de Tacaratu, passando a pertencer ao Município de Moxotó. Pelo decreto-lei estadual nº 952, de 31 de dezembro de 1943, o distrito de Espírito Santo passou a denominar-se Inajá. De acordo com a Lei Nº14 de outubro de 1948, pela Câmara de Vereadores do Município de Moxotó, a sede foi transferida para a Vila de Inajá. No dia 2 de janeiro de 1949, Inajá passou a Cidade.
A Lei que criou o município concedeu a Sede Municipal e o Fórum de cidade no quadro da divisão administrativa relativo ao ano de 1933, publicado no Boletim do Ministério do trabalho; o citado município compreendia quatro distritos: Moxotó, Mariana, Geritacó e Espírito Santo.
Segundo quadro da divisão territorial de 31 de dezembro de 1936 e 31 de dezembro de 1937, anexo Decreto Lei Estadual Nº92 de 31 de março de 1938, por efeito do Decreto Lei Nº235 de 9 de dezembro de 1943 que fixou à divisão Judiciária Administrativa do Estado no quiquênio 1944-1948, os distritos do Município de Moxotó continuam a ser Ibimirim (ex-Mirim), Inajá (ex-Espírito Santo) e Manarí (ex-Mariana). Quando no ato da modificação com a transferência da sede para Inajá, esta passando à cidade situação que até hoje permanece.

## Geografia
Localiza-se a uma latitude 08°54'06" sul e a uma longitude 37º49'26" oeste, estando a uma altitude de 355 metros. Sua população em 2010 era de 19081 habitantes.  O município está localizado no Polígono das Secas.
Possui uma área de 1.182.7 km². Sua vegetação é predominantemente a caatinga hiperxerófila e hipoxerófila.
Tem como limite territórial o rio Moxotó, que realiza a divisa entre os estados de Pernambuco e Alagoas e os municípios de Inajá e Mata Grande. 
Em Inajá localiza-se a Reserva Biológica da Serra Negra.

## Economia
No município predominam as grandes e médias propriedades, fundamentadas na pecuária extensiva, na integração entre pecuária e agricultura, agricultura irrigada e agricultura de subsistência. A agricultura comercial abrange o cultivo de melão, banana, goiaba, melancia, maracujá e acerola.  Para subsistência, cultiva-se feijão, milho, mandioca, batata-doce, fava e outras.
Atualmente o governo estadual vem fazendo fortes investimentos na produção de melão de exportação.
As atividades pecuárias consistem na caprinocultura, ovinocultura, suinocultura e bovinocultura.
A indústria é de pequeno porte mantendo apenas uma fábrica de refrigerantes.